# Кодронджанос
Кодронджанос (сард. Codronzanu, итал. Codrongianos) — коммуна в Италии, располагается в регионе Сардиния, в провинции Сассари.
Население составляет 1 305 человек (30-6-2019), плотность населения составляет 42,94 чел./км². Занимает площадь 30,39 км². Почтовый индекс — 7040. Телефонный код — 079.
Покровителем населённого пункта считается святой Павел, празднование 25 января. В коммуне находится Базилика Саккарджиа, церковь XII века.

## Демография
Динамика населения:

## Администрация коммуны
- Официальный сайт: http://www.comunecodrongianos.it/

## Примечание
1. ↑  Statistiche demografiche ISTAT. demo.istat.it. Дата обращения: 27 ноября 2019. Архивировано 24 июля 2019 года.